# 머슴 바울
"머슴 바울"은 대한민국의 영화이다.

## 캐스팅

### 주연
- 김영훈 : 김창식 역
- 해리 벤자민 : 제임스 홀 역

### 조연
- 오로라 : 로제타 홀 역

### 단역
- 이진주 : 박노덕 역
- 윤태경 : 김영진 역
- 무니 : 셔우드 홀 역
- 다니엘라 : 에디스 홀 역
- 알라베르디 하지예프 : 올링거 역
- 스테파니 : 올링거 부인 역
- 서광재 : 평안감사 역
- 이우성 : 비장 역
- 드미트리 : 마펫 역
- 카르디예프 볼로디미르 : 아펜젤러 역
- 이욱헌 : 김창식 지인 역
- 이정우 : 어린 김영진 역
- 니키타 : 어린 셔우드 홀 역
- 빅터 : 아기 셔우드 홀 역
- 서요한 : 교인 1 역
- 김용래 : 교인 2 역
- 강운 : 교인 3 역
- 박하솔 : 교인 4 역
- 권자영 : 아낙 1 역
- 백마리 : 아낙 2 역
- 이신혜 : 아낙 3 역
- 정한웅 : 포졸 1 역
- 이주형 : 포졸 2 역
- 김규환 : 포졸 3 역